# Española (wyspa)
Española (Hood) – wyspa w archipelagu Galapagos, należącym do Ekwadoru. Jest ona najdalej na południe wysuniętą wyspą archipelagu. Wyspa została nazwana na cześć Hiszpanii.

## Geologia
Española, jak wszystkie wyspy archipelagu, jest pochodzenia wulkanicznego. Utworzył ją pojedynczy wulkan tarczowy, który wygasł, gdy płyta oceaniczna przesunęła się ponad plamą gorąca Galapagos. Wyspa od tamtego czasu ulega erozji; jako że jest to jedna z najstarszych wysp archipelagu, wskutek erozji stała się również jedną z najbardziej nizinnych.

## Fauna

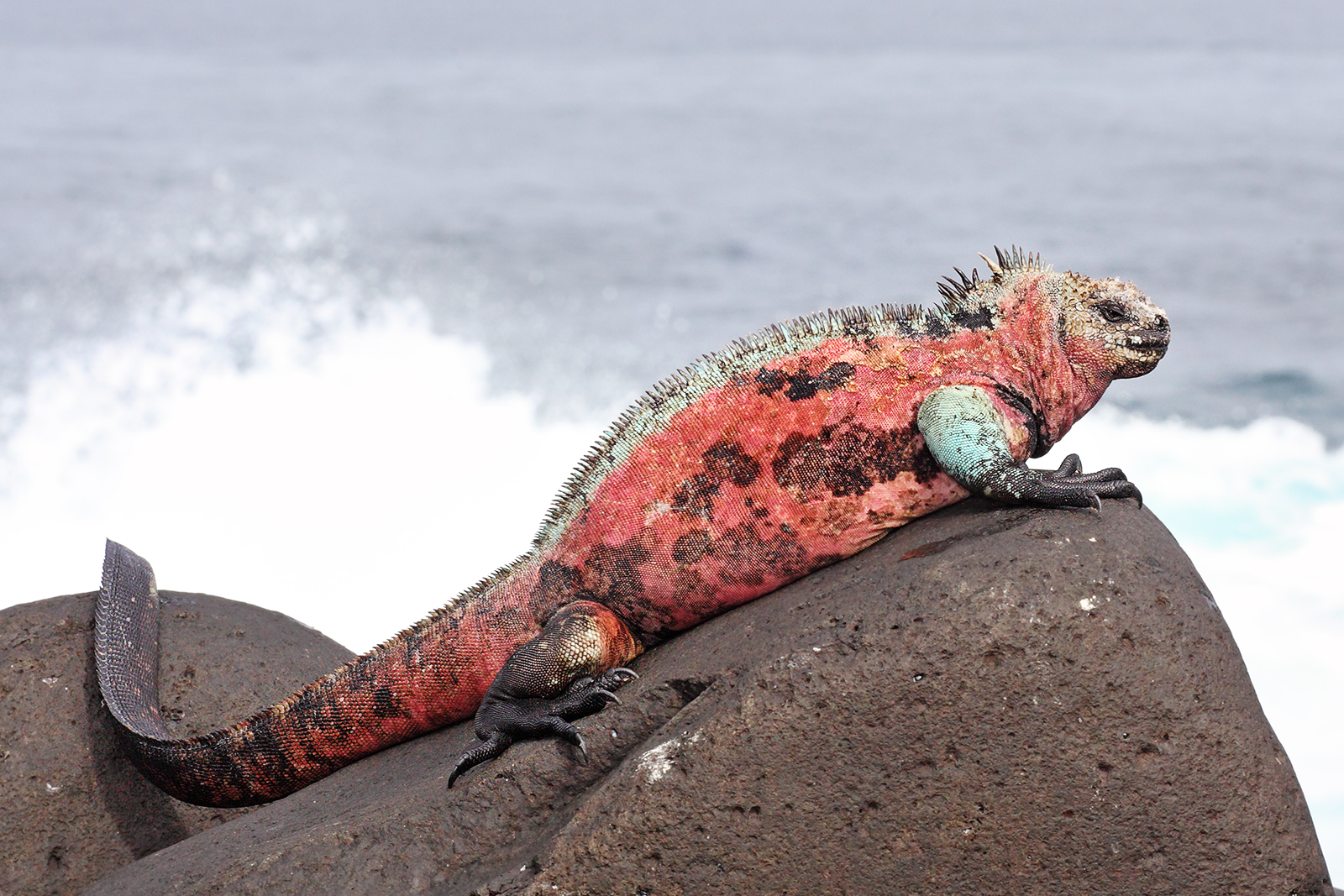
Jaskrawo ubarwiony podgatunek legwana morskiego z Españoli

Dzięki znacznej izolacji nie tylko od kontynentu, ale i od reszty archipelagu, na wyspie tej występuje szereg endemitów. Należą do nich: gatunek mięsożernego przedrzeźniacza o zakrzywionym dziobie, przedrzeźniacz hakodzioby (Mimus macdonaldi) i jaszczurka z rodziny lawanikowatych, Microlophus delanonis. Wyspa jest głównym miejscem lęgowym albatrosa galapagoskiego (Phoebastria irrorata). Występują tu także endemiczne podgatunki zwierząt znanych z innych części archipelagu, jak legwan morski Amblyrhynchus cristatus venustissimus i żółw słoniowy Chelonoidis nigra hoodensis. Na skutek introdukcji zdziczałych kóz, które rywalizowały z żółwiami o pokarm i przekształciły ich środowisko, podgatunek ten w latach 60. XX wieku znalazł się na krawędzi wymarcia (na wyspie pozostało 14 osobników). Odtworzenie populacji tych żółwi było jednym z największych sukcesów w dziedzinie ochrony przyrody na Galapagos.
Wyspa jest niezamieszkana, ale dwa miejsca ściągają licznych turystów: Punta Suarez i Gardner Bay. W obu tych miejscach wybrzeża licznie występują uszanki galapagoskie.